# Гјаре Бонвизи (Парма)
Гјаре Бонвизи је насеље у Италији у округу Парма, региону Емилија-Ромања.
Према процени из 2011. у насељу је живело 16 становника. Насеље се налази на надморској висини од 28 м.